# دوكسيلامين
دوكسيلامين (Doxylamine) هو دواء ينتمي إلى عائلة مضادات الهستامين (Antihistamines) من الجيل الأول، ويستخدم للمعالجة القصيرة الامد (ليس أكثر من اسبوعين متواصلين) للارق.
كجزء من تأثيراته المضادة للكولينيات (Anticholinergic)، يقلل الدوكسيلامين من درجة اليقظة، ومن هنا يأتي استخدامه لتسهيل النوم، عن طريق تناوله قبل موعد النوم بنصف ساعة.
الآثار الجانبية الشائعة للدوكسيلامين تنبع، بالاساس، من تأثيراته المضادة للكولينيات وتشمل ما يلي: جفاف الفم، عدم وضوح الرؤية وتشوشها واحتباس البول.
قد تبين، بشكل نادر، ان تناول جرعة زائدة من الدوكسيلامين قد يسبب حالة تعرف باسم «انحلال الربيدات» (Rhabdomyolysis) التي تتميز بالالام وضعف العضلات، إضافة إلى ضرر كلوي.
تعليمات
طريقة التناول:
اقراص.
عدد الجرعات:
يجب تناول هذا الدواء قبل موعد النوم بنحو نصف ساعة.
الجرعة:
للبالغين والاولاد فوق سن 12 سنة: 25 ملغ، قبل موعد النوم بنصف ساعة.
يمنع تناول الدواء لفترة تزيد عن اسبوعين متواصلين، الا باذن من الطبيب، فقط.
بداية الفعالية:
إذا استمر الأرق بعد اسبوعين من العلاج المتواصل، يجب استشارة الطبيب.
مدة الفعالية
يستمر تأثير الوجبة من 6 ساعات حتى 12 ساعة.
تغذية:
يمكن تناول الدواء مع الطعام.
نسيان الجرعة:
في حال نسيان تناول وجبة ما يجب تناولها فورا عند التذكر، الا إذا انقضت ساعات النوم. عندها، يجب تجاوز الوجبة المنسية والاستمرار في تناول الوجبات التالية كالمعتاد.
وقف الدواء:
يجب التوقف عن تناول الدواء حين تزول الحاجة اليه.
جرعة زائدة:
في حال تناول جرعة زائدة يمكن ان تظهر اعراض مثل: الدوخة الشديدة، انعدام التناسق (Incoordination)، جفاف الفم واختلاجات (Convulsions). وقد وجد، بشكل نادر، ان هنالك خطرا للإصابة بحالة تعرف تعرف باسم «انحلال الربيدات» (Rhabdomyolysis) التي تتميز بالالام وضعف العضلات، إضافة إلى ضرر كلوي. لدى ظهور مثل هذه الاعراض، يجب التوجه لطلب المساعدة الطبية، على الفور.
تحذيرات
اثناء الحمل:
في التجارب التي اجريت على الحيوانات، لم يظهر أي ضرر على الاجنة. ولا تتوفر معلومات كافية حول استخدام هذا الدواء بالنسبة لبني البشر. لا ينبغي استخدام هذا الدواء اثناء الحمل، الا إذا كان الامر ضروريا. (B)
الرضاعة:
الدواء ينتقل إلى حليب الام ومن الممكن ان يؤثر على الطفل. يجب استشاره الطبيب.
الأطفال والرضع
لا ينصح باستعماله لدى الأطفال تحت جيل 12 سنه.
كبار السن:
احتمال كبير لظهور آثار جانبيه. من المحتمل ان تكون هنالك حاجه لتقليل الجرعة المعطاة.
السياقة:
يجب الامتناع عن السياقة حتى تتضح ماهية تأثير الدواء، حيث من الممكن ان يسبب ضبابية (طمس).
العملية الجراحية والتخدير:
يجب ابلاغ الطبيب الجراح أو الطبيب المخدر عن استعمال هذا الدواء.